# جيم سميث (سياسي)
جيم سميث (بالإنجليزية: Jim Smith)‏ هو سياسي أمريكي، ولد في 9 فبراير 1959 في بينساكولا في الولايات المتحدة. حزبياً، نشط في الحزب الجمهوري.